# درخت زندگانی

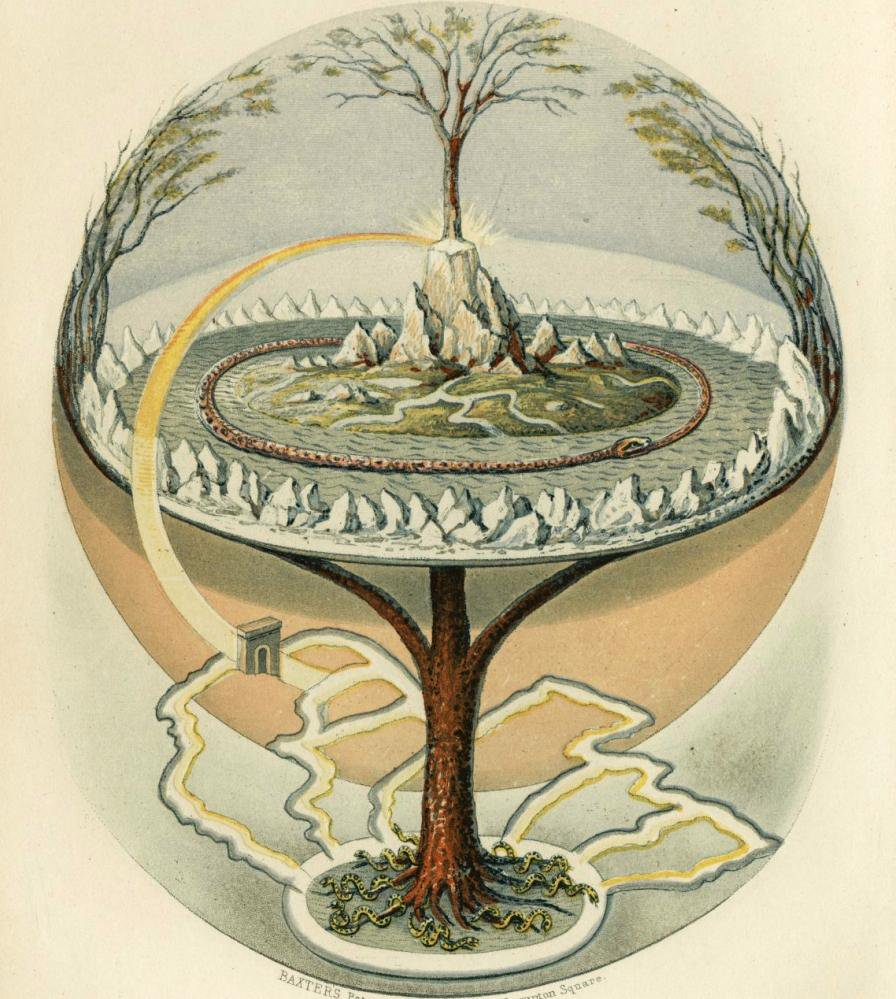
یک توصیف از ایگدراسیل نورس در ۱۸۴۷ ایسلند

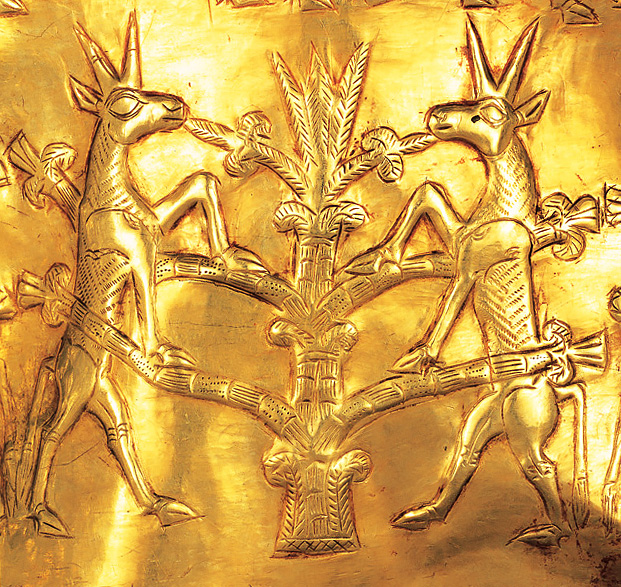
نقش درخت زندگی بر جامی از مارلیک، ابتدای هزاره نخست پ.م که اکنون در موزه ملی ایران نگهداری می‌شود.

نمودار گرافیکی نوین «درخت زندگی» در پروژه وب

درخت زندگانی مفهومی است که در علم، مذهب، فلسفه، اسطوره و دیگر زمینه‌ها استفاده شده‌است. در این زمینه‌ها درخت زندگی به شکل درختی پرشاخه نشان داده می‌شود که نشان‌دهندهٔ این اندیشه است که تمام حیات بر روی زمین به هم مربوط است. درخت زندگی انواع گوناگون دارد: بنمایه‌ای‌ست در الهیات، اسطوره‌ها، و فلسفه‌های مختلف در جهان؛ یک مفهوم عرفانی که به ارتباط متقابل تمام اجزای حیات بر روی سیارهٔ ما اشاره دارد؛ و همچنین در علوم، نموداری برای تبار مشترک موجودات در تکامل است. در کتاب مقدس به دو درخت در باغ بهشت اشاره شده است. اولین درخت که درخت زندگی نام دارد بر آدم و حوا در باغ بهشت آزاد است و درخت دوم که درخت دانش خوبی و بدی نام دارد بر آن دو ممنوع است.

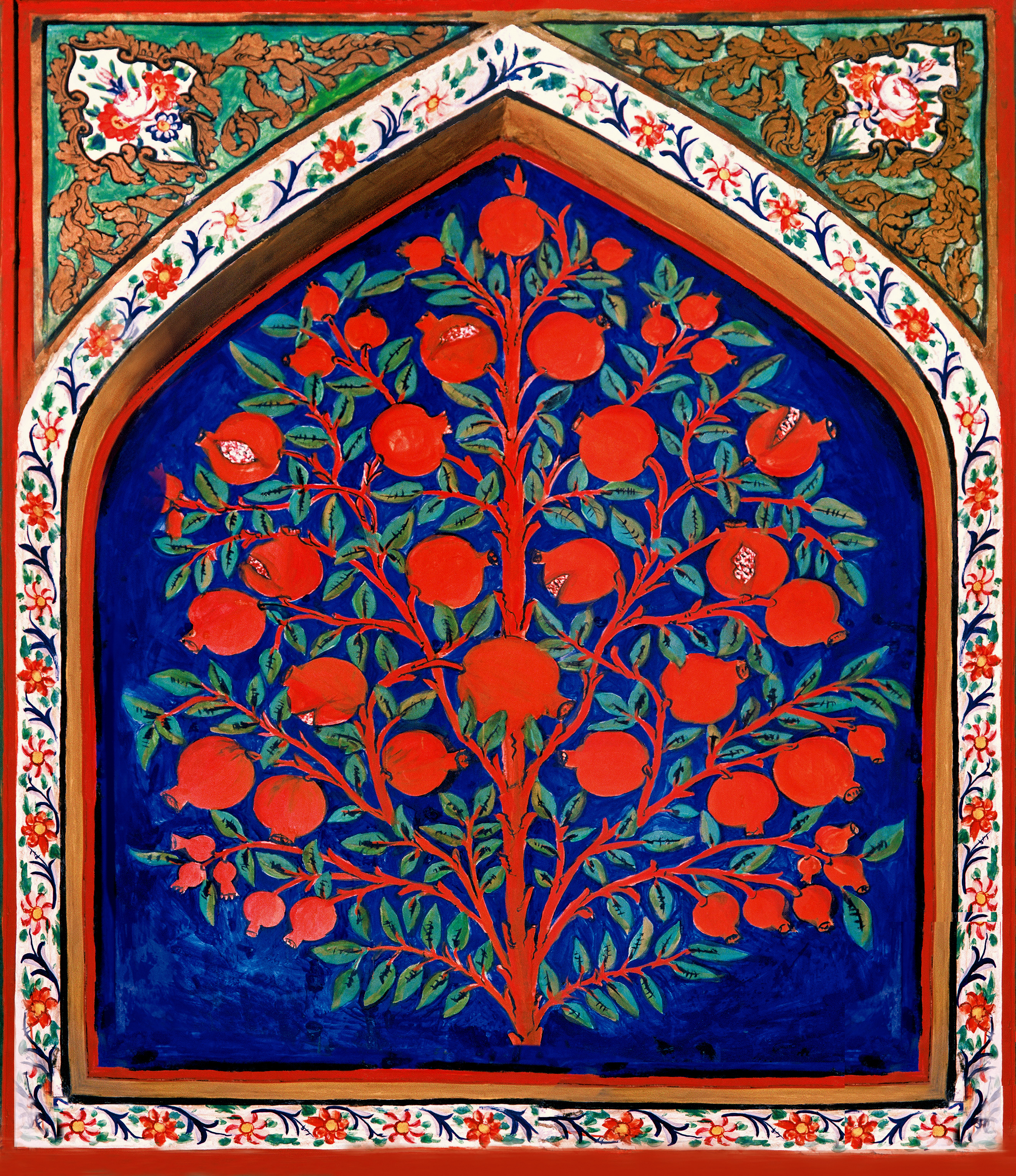
تصویر درخت زندگی در یک نقاشی دیواری در کاخ خانان شکی، جمهوری آذربایجان

## در ادیان مختلف

### ایران باستان
یکی از نشانه‌های مقدس همبسته با درخت زندگانی در اندیشه ایرانی گاوكَرَن است، درختی که شادابیش ضامن تداوم زندگی در گیتی است. هنگامی كه اهورامزدا درخت گوكَرَن را در دريای فراخ‌کرت می‌آفريند، اهريمن چلپاسه‌ای گسيل می‌دارد تا ريشه درخت را بجود و حيات را بر روی زمين نابود كند. اما در اطراف ريشه درخت در اعماق فراخكرت دو كَرماهی خانه دارند كه پيوسته به دور ريشه می‌چرخند و چونان‌كه در مینوی خرد آمده، وزغ و ديگر حيوانات موذی اهريمن‌زاده را از آن دور نگاه می‌دارند. دیگر نمونه درخت زندگی در اسطوره‌های ایرانی درخت ویسپوبیش (بس تخمک یا همس توهمک) است. این درخت نیز در میانه دریای فراخ‌کرت رسته است. در ساقه‌اش نُه کوه آفریده شده که از پای آنها نهصد و نود و نه هزار و نهصد و نود و نه جوی جاری است. آب این جوی‌ها به هفت کشور زمین می‌رود و همه آب‌های زمین از آنجا سرچشمه می‌گیرد. چینامروش مرغ در نزدیکی این درخت می‌نشیند و تخم‌هایی که از درخت فرو می‌ریزد، در آب می‌پراکند.

### در یهودیت
اصطلاح مورد استفاده در یهودیت برای درخت زندگانی اتز خَییم است. اتز چایم نام رایجی برای مدارس و کنیسه‌های یهودی نیز است. در کتاب پیدایش داستان دو درخت در باغ عدن نقل می‌شود. درخت اول که درخت زندگی است بر آدم و حوا مجاز است و درخت دوم که درخت دانش خوبی و بدی است ممنوع می‌باشد. بعد از اخراج آدم و حوا از باغ عدن خداوند دو چروبیم را مسئول محافظت از درخت زندگی می‌کند. در کتاب انوش که جزو کتاب‌های رسمی کتاب مقدس نیست نوشته شده است که روز داوری کسانی که کتاب زندگی بر آنان نوشته شده باشد میوه درخت زندگی را دریافت خواهند کرد.

### درکابالا

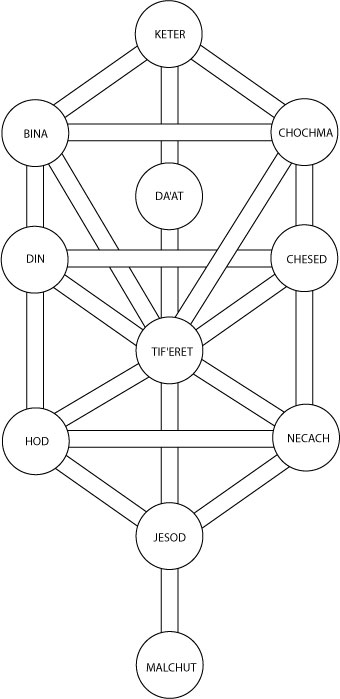
درخت زندگی در عرفان یهودی

در عرفان یهودی درخت زندگانی دارای ده گره متصل به هم است. این درخت که نماد اصلی کابالا است دربارهٔ ده سفیروت و قدرت‌های الهی مطرح می‌شود. کابالا که از زمان رنسانس به بخش مهمی از دنیای غرب تبدیل شد و در بین مسیحیان نیز گسترش زیادی یافت دربارهٔ درخت زندگی مسائل بسیار زیادی را مطرح می‌کند. درخت زندگی در کابالا از ده دایره (سفیروت) تشکیل شده است که نشاندهنده ده ویژگی خداوند هستند. نور خداوند از بالای این درخت به پایین ریخته و هر یک از سفیروتها را پرمیکند. پرشدن سفیروت باعث سرازیر شدن نور الهی به سفیروت پایینتر می‌شود.

### در اسلام
در داستان خلقت در قرآن تنها نام یک درخت به عنوان درخت ممنوعه آمده است:
درخت طوبی،درختی بهشتی است به مانند ویسپوبیش

## منابع

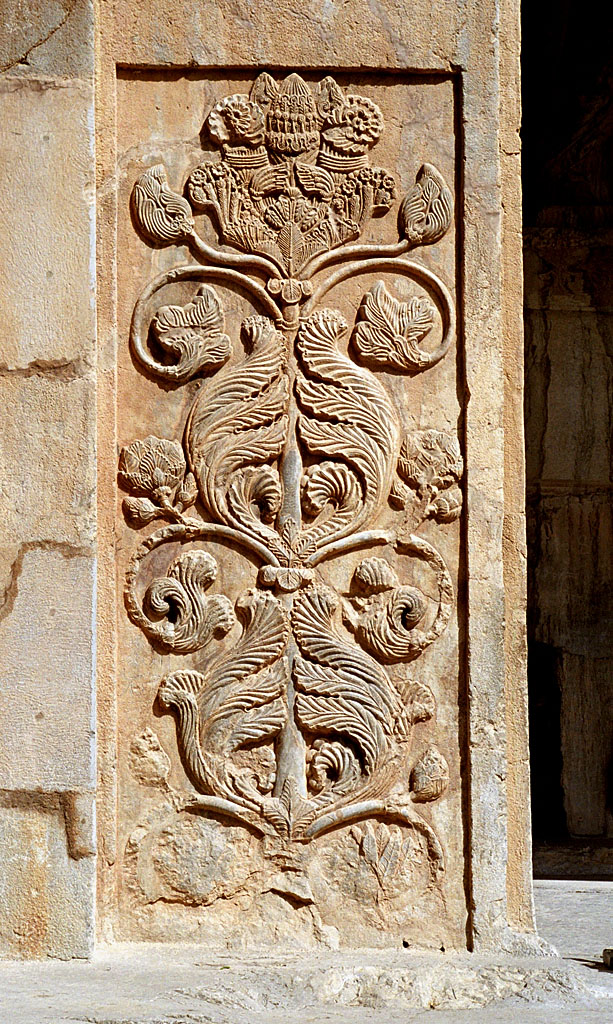
درخت زندگی نقش بسته بر طاق بستان